# Oceanospirillales
Oceanospirillales es un orden de Gammaproteobacteria. Son bacterias marinas generalmente halófilas o halotolerantes.
- Datos: Q134429
- Multimedia: Oceanospirillales / Q134429
- Especies: Oceanospirillales